# Marianna Barbieri-Nini
Pour les articles homonymes, voir Barbieri et Nini (homonymie).
Marianna Barbieri-Nini (18 février 1818, Florence — 27 novembre 1887, Florence) est une soprano italienne chanteuse d'opéra dont la carrière, principalement en Italie, s'est étendue de 1840 à 1856. Possédant une voix puissante de colorature et connue pour son chant et son jeu d'actrice très dramatique, elle est particulièrement admirée pour les rôles titres dans Anna Bolena de Gaetano Donizetti et dans Semiramide de Gioachino Rossini.

## Biographie
Née à Florence, alors capitale du Grand-duché de Toscane, Marianna Barbieri-Nini étudie le chant avec Luigi Barbieri, Giuditta Pasta et Nicola Vaccai. En 1840 elle fait ses débuts professionnels à l'opéra à La Scala dans le rôle d'Antonina dans Belisario de Donizetti, interprétation qui est reçue négativement. Son premier succès a lieu l'année suivante dans le rôle-titre de Lucrezia Borgia de Donizetti au Teatro della Pergola de Florence.
Durant les quinze années suivantes elle chante avec succès à travers l'Italie, l'Espagne et la France, notamment au Liceu à Barcelone, au Teatro Real de Madrid, à l'Her Majesty's Theatre de Londres et dans des opéras de Paris. Elle crée des rôles lors des premières mondiales de plusieurs opéras de Giuseppe Verdi dont Lucrezia Contarini dans I due Foscari (1844, Teatro Argentina), Lady Macbeth dans Macbeth (1847, Teatro della Pergola) et Gulnara dans Il corsaro (1848, Teatro Lirico Giuseppe Verdi).
Après avoir pris sa retraite de la scène en 1856 Barbieri-Nini enseigne le chant à Florence.
En 1866, Une compagnie d'opéra italien se forme, dans le but de créer à Paris un second Théâtre italien populaire. Cette troupe, composée de Mme Barbieri, Mme Tedesco, MM. Julian , Florenza et Leopoldini s'essaye au Théâtre Saint-Germain et vient y jouer au Théâtre Saint-Germain, Lucrezia Borgia de Donizetti, le 22 mars 1866, avec M. Franck comme chef d'orchestre. Deux représentations seulement sont données.
Son premier mariage est avec le Comte Nini de Sienne, et après la mort de ce dernier elle se remarie avec le pianiste viennois Leopold Hackensöllner. Elle meurt à Florence en 1887 à l'âge de 69 ans.

## Sources
- (en) Cet article est partiellement ou en totalité issu de l’article de Wikipédia en anglais intitulé « Marianna Barbieri-Nini » (voir la liste des auteurs).